# Wilhelm von Sahyun
Wilhelm von Sahyun (auch Wilhelm von Zerdana, französisch Guillaume de Saône; † 1132) war Herr von Sahyun (Qalʿat Salah ed-Din) im Fürstentum Antiochia.
Er war ein Verwandter, möglicherweise der Sohn des Robert von Sahyun und erbte dessen Lehen über die Burg und Herrschaft Sahyun. Unter seiner Herrschaft wurde die strategisch wichtige Burg sorgfältig ausgebaut.
Als nach dem Tod des Fürsten Bohemund II. von Antiochia dessen Witwe Alice mit Unterstützung von Graf Joscelin II. von Edessa und Graf Pons von Tripolis 1131 gegen den Regenten König Fulko von Jerusalem rebellierte und versuchte die Regierung des Fürstentums zu übernehmen, standen Wilhelm sowie sein Bruder Garenton im Gegensatz zu den meisten antiochenischen Baronen auf der Seite Beatrix’.
Wilhelm starb 1132 im Gefecht mit muslimischen Truppen.
Er war mit Beatrix verheiratet, die kurz nach seinem Tod den Grafen Joscelin II. von Edessa heiratete.
Sein Bruder Garenton beerbte ihn in der Herrschaft Sahyun.